# Памятник Трезини (Санкт-Петербург)
Памятник архитектору и инженеру Доменико Трезини установлен в Санкт-Петербурге на площади Трезини у дома Трезини рядом с Университетской набережной и Благовещенским мостом в Василеостровском районе города.

## История
Идея поставить памятник Доменику Трезини возникла в 1990-х годах. Скульптор — Павел Петрович Игнатьев — работал над памятником с 1995 года, это было учебным заданием молодого скульптора. Из этого учебного задания в дальнейшем появился большой проект. В 1999 году санкт-петербургский губернатор Владимир Яковлев подписал распоряжение о создании памятника Трезини. Однако долгое время на изготовление скульптуры не могли найти средств; в конце 2000-х годов финансирование взял на себя Фонд Жорно, но всё равно до рождения памятника прошло более 17 лет. П. П. Игнатьев изобразил Трезини в виде одетой в шубу бронзовой фигуры высотой 5,5 м. Памятник был отлит на литейном заводе в Подмосковье.
Впервые памятник Трезини был показан экспертам в мае 2012 года, после чего в него потребовалось внести корректировки: ноги и обувь архитектора показались слишком массивными, а шуба — расползшейся. Доработка потребовала ещё несколько месяцев работы. Выбор места для установки памятника тоже занял длительное время.
На постамент скульптура была установлена 17 декабря 2013 года. В торжественном открытии, которое состоялось 19 февраля 2014 года, приняли участие автор памятника, члены правительства Санкт-Петербурга, чиновники районной администрации, а также представители генконсульств Швейцарии и Италии. Право снять покрывало получила ученица седьмого класса школы № 18 Ксения Александрова, ставшая победительницей конкурса «Трезини, открываемый заново».